# Hans Wilhelm Siegel
Hans Wilhelm Siegel (* 6. Januar 1903 in Kassel; † 29. Oktober 1997 in Ronco sopra Ascona, Schweiz) war ein deutscher Kaufmann, Mäzen und Sammler von ostasiatischer Kunst. Er brachte die von ihm gesammelten Objekte in das Museum für Ostasiatische Kunst und in das Rautenstrauch-Joest-Museum, beide in Köln, ein.

## Biographie
Hans Wilhelm Siegel war Sohn von Helene Henriette Leendertz (1878–1974), die aus einer niederländisch-mennonitischen Familie stammte, und des Oberstudienrates August Hermann Siegel (1863–1949). Er hatte einen drei Jahre älteren Bruder, den späteren Puppenspieler und Professor für Kunsterziehung Harro Siegel, sowie eine ein Jahr ältere Schwester, die spätere Sozialpädagogin Elisabeth Siegel. Der 1910 geborene Bruder Rolf, von Beruf Innenarchitekt, starb 1944 in Frankreich als Soldat während eines Fliegerangriffs. Nach Angaben seines Freundes Christian Adolf Isermeyer war er zuvor in der Wehrmacht wegen seiner Homosexualität degradiert und sechs Monate lang inhaftiert gewesen.

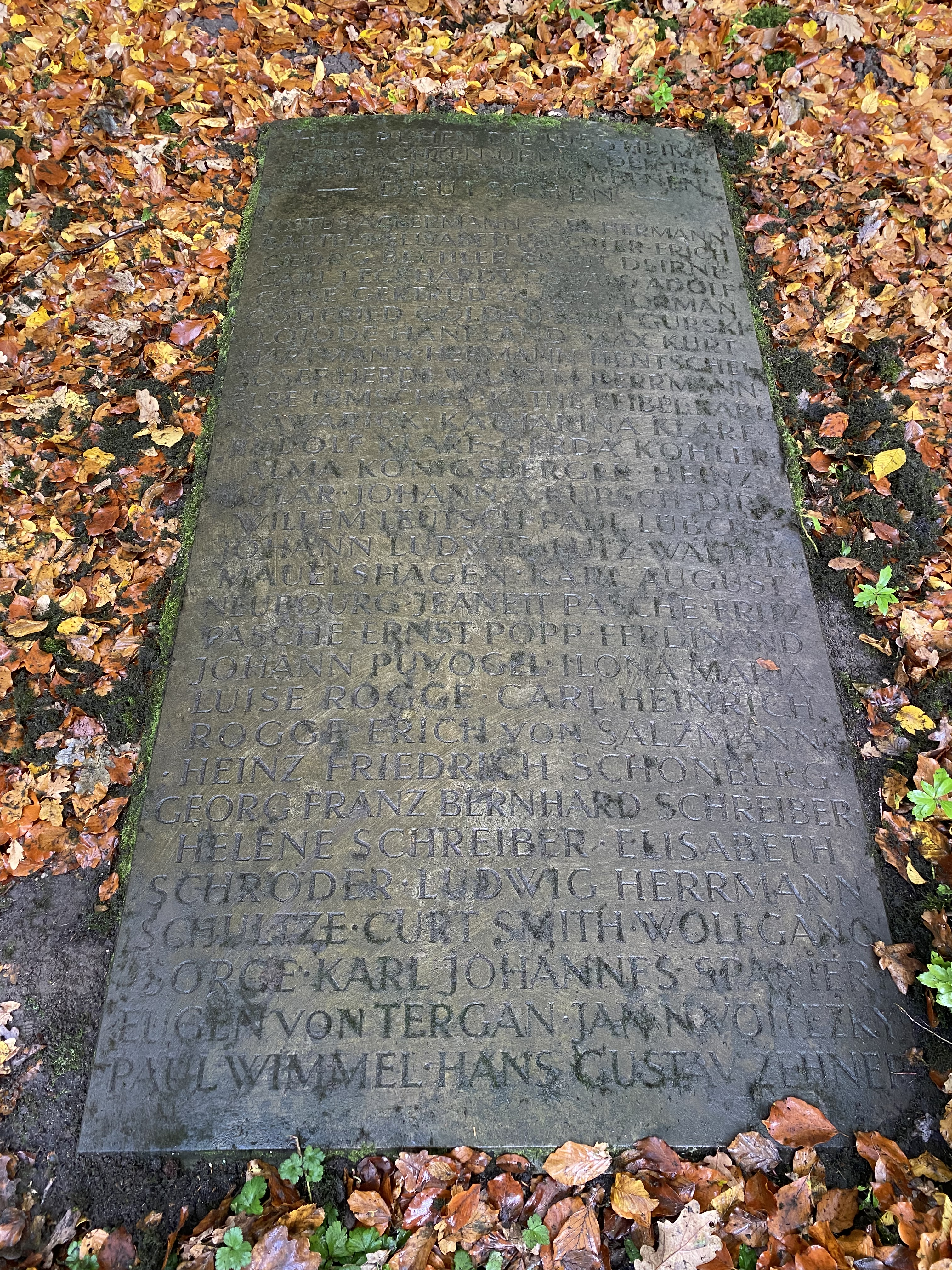
Grabplatte der Ostasien-Gedenkstätte auf dem Friedhof Ohlsdorf (2022)

Schon in jungen Jahren kam Siegel mit chinesischer Kultur in Berührung, da sein Onkel Hermann Börner im Handel mit China tätig war. Er absolvierte in Hamburg eine Ausbildung zum Exportkaufmann und studierte parallel englische Literatur, Philosophie und Sinologie. In späteren Jahren beherrschte er Mandarin perfekt in Wort und Schrift. Im Januar 1923, im Alter von 20 Jahren, reiste Siegel erstmals nach Ostasien, wo er als Kaufmann für die Firma Hugo Stinnes arbeitete, die Handelsniederlassungen in Shanghai und Qingdao betrieb. 1926 hörte er in Berlin Sinologie und chinesische Geschichte bei Otto Franke. Noch im selben Jahr ging er im Auftrag der Handelsgesellschaft B. Meyer nach Shanghai zurück, 1931 wechselte er zu dem namhaften Import-Export-Unternehmen Kunst und Albers, das er nach Ausbruch des Japanisch-Chinesischen Krieges im Gefolge der sich zurückziehenden Kuomintang-Regierung in Nanjing, Hankou und später in Chongqing vertrat. 1938 ging er erneut nach Shanghai, wo er bis zum Ende des Zweiten Weltkriegs blieb. Er war einer der wenigen Europäer in Shanghai, die sich auch aus Interesse für das Land und nicht allein aus wirtschaftlichen Gründen in China aufhielten.
Nach der Kapitulation Deutschlands im April 1945 galten die Deutschen in China als staatenlos. Im Zuge der Kapitulation Japans im September 1945 wurden zahlreiche Deutsche inhaftiert und ihre Immobilien und Konten beschlagnahmt. Siegel blieb in Freiheit und gründete gemeinsam mit weiteren Kaufleuten eine neue deutsche Gemeinde, die „German Residents’ Association“, der er von 1952 bis 1955 vorstand. Nach dem Sieg der chinesischen Volksbefreiungsarmee 1949 vertrat er die Interessen seiner Landsleute gegenüber der „German Affairs Commission“ des chinesischen Außenministeriums und half bei der Repatriierung von mittellosen Deutschen aus China. Ohne offiziellen Auftrag nahm er die Aufgaben eines Konsuls wahr, da die Bundesrepublik noch keine diplomatischen Beziehungen mit China unterhielt. Nach Angaben einer Zeitzeugin sicherte er beispielsweise 49 Urnen aus der deutschen Kirche in Shanghai und ließ sie nach Deutschland überführen. Sie sind auf dem Friedhof Ohlsdorf in Hamburg bestattet, in einer vom Ostasienverein angelegten Gedenkstätte. Unter anderem befinden sich dort die sterblichen Überreste der Journalisten Wolfgang Sorge und Erich von Salzmann.
1955 zog Siegel nach Hongkong, wo er für die Bayer AG das Ost- und Südostasien-Ressort übernahm. 1975 kehrte er nach über drei Jahrzehnten in Ostasien mit seinem Lebensgefährten nach Europa zurück. Er ließ sich im Schweizer „Künstlerdorf“ Ronco sopra Ascona nieder, wo ihm der Schweizer Architekt Werner J. Müller ein Haus erbaute. Dort starb er 1997 im Alter von 94 Jahren. Hans Wilhelm Siegel wurde in Leer, dem Heimatort seiner Mutter, in einem Familiengrab bestattet.

## Aktivitäten als Sammler
Ab Beginn der 1930er Jahre trug Hans Wilhelm Siegel eine umfangreiche Sammlung kunsthandwerklicher chinesischer Kunst aus Keramik (ca. 3500 v. Chr. – 1400 n. Chr.) und archaischer Kultbronzen zusammen, die er ab 1945 im Diplomatengepäck skandinavischer Freunde nach Europa verschiffen ließ. Die Sammlung Siegels, so der Kölner Museumsdirektor Roger Goepper, umfasst frühe und klassische Phasen chinesischer Kunst, vom Neolithikum bis zum 10. bis 14. Jahrhundert. Siegels besondere Vorliebe galt den einfachen Formen der in grünlichen Schattierungen glasierten Seladon-Keramik, und nicht den „prachtvoll dekorierten Porzellanen der letzten Dynastien“.
1972 wurde Siegels rund 100 Objekte umfassende Sammlung im Museum für Ostasiatische Kunst in Köln katalogisiert und erstmalig unter der Überschrift Form und Farbe ausgestellt, danach in Frankfurt am Main, Berlin und Zürich. Er selbst gab an, dass seine Sammlung „ohne festen Plan aus reiner Freude am Sammeln der Keramiken meiner Wahl“ entstanden sei: „Der wahre Dilettant ist der reine Tor. Sein Wissen entspringt seiner unbändigen Begeisterungsfähigkeit und seiner an Unverfrorenheit grenzenden Neugier des ungeschulten Laien, gepaart mit Inspiration, Einbildungskraft und einem völligen Fehlen von Vorurteilen, von keiner Sachkenntnis getrübt.“
Nach einem Besuch in Angkor 1936 begann Siegel zudem, Thai- und Khmer-Kunst zu sammeln. Diese wurde 1977 erstmalig in Frankfurt am Main, Tübingen und Cambridge ausgestellt und publiziert, 1984 auch im Rautenstrauch-Joest-Museum in Köln. 1974 erwarb die Stadt Köln Siegels China-Sammlung für das Museum für Ostasiatische Kunst. Siegel brachte einen Großteil des Erlöses aus dem Verkauf in die von ihm 1973 gegründete Orientstiftung zur Förderung der Ostasiatischen Kunst ein, die fortan zahlreiche Ankäufe, Publikationen und Forschungsprojekte unterstützte und deren erster Präsident er war. Siegel weigerte sich aber konstant, seinen Namen im Titel der Stiftung nennen zu lassen, weil dies vom Zweck der Stiftung ablenke und weitere Sammler abschrecken könne. Diese Einstellung, so die Direktorin des Kölner Museums Adele Schlombs, zeuge indes nicht von Siegels Bescheidenheit, sondern von dem Weitblick eines Geschäftsmannes, der langfristig denke.
In seinem Testament vermachte Hans Wilhelm Siegel die restlichen noch in seinem Besitz befindlichen Objekte sowie seinen umfangreichen Bestand an Literatur, darunter bibliophile Kostbarkeiten, den beiden Kölner Museen.

## Ehrungen
1955 wurde Hans Wilhelm Siegel mit dem Bundesverdienstkreuz ausgezeichnet. 1974 wurde er von der Stadt Köln mit der Jabach-Medaille geehrt. Das Land Nordrhein-Westfalen verlieh ihm 1993 den Professorentitel.